# كلية سانت جون، أوكسفورد
كلية سانت جون هي كلية تأسيسية بجامعة أكسفورد. تأسست عام 1555 كإحدى كليات الرجال، وكانت مختلطة منذ عام 1979. كان مؤسسها، السير توماس وايت، يهدف إلى توفير مصدر لرجال الدين الكاثوليك المتعلمين لدعم الإصلاح المضاد في عهد الملكة ماري.
سانت جون هي أغنى كلية في جامعة أكسفورد، بموارد مالية قدرها 526 مليون جنيه إسترليني اعتبارًا من عام 2017 ، ويرجع ذلك إلى حد كبير إلى تطوير أرض في القرن التاسع عشر في مدينة أكسفورد التي يعتبر مالك الأرض بها.
تحتل الكلية موقعًا مركزيًا في سانت جايلز ولديها هيئة طلابية تضم ما يقرب من 390 طالبًا جامعيًا و 250 طالبًا للدراسات العليا. بالإضافة إلى أكثر من 100 موظف أكاديمي،  تدعم الكلية عدد مماثل من الموظفين الآخرين.

## معرض صور

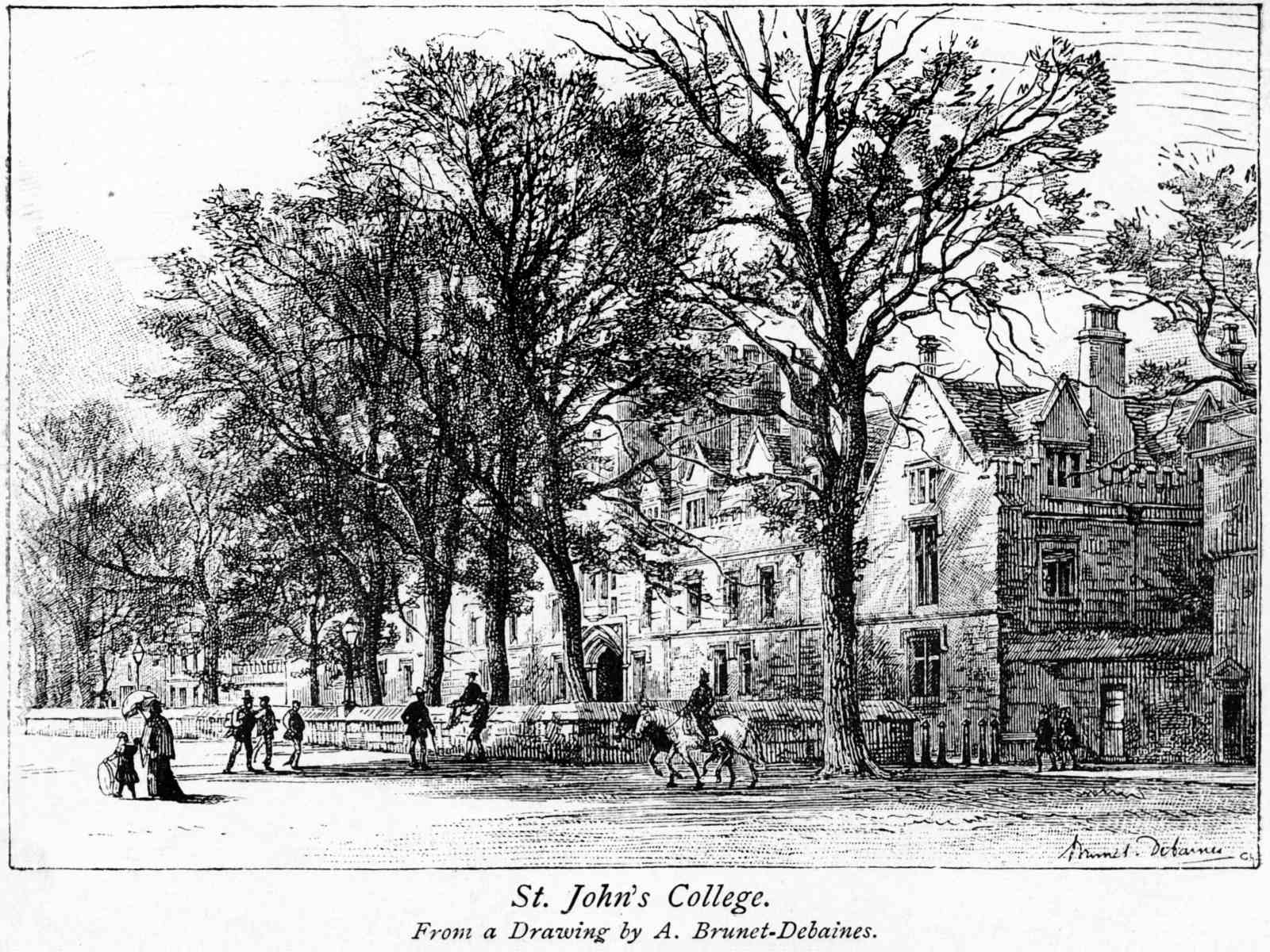
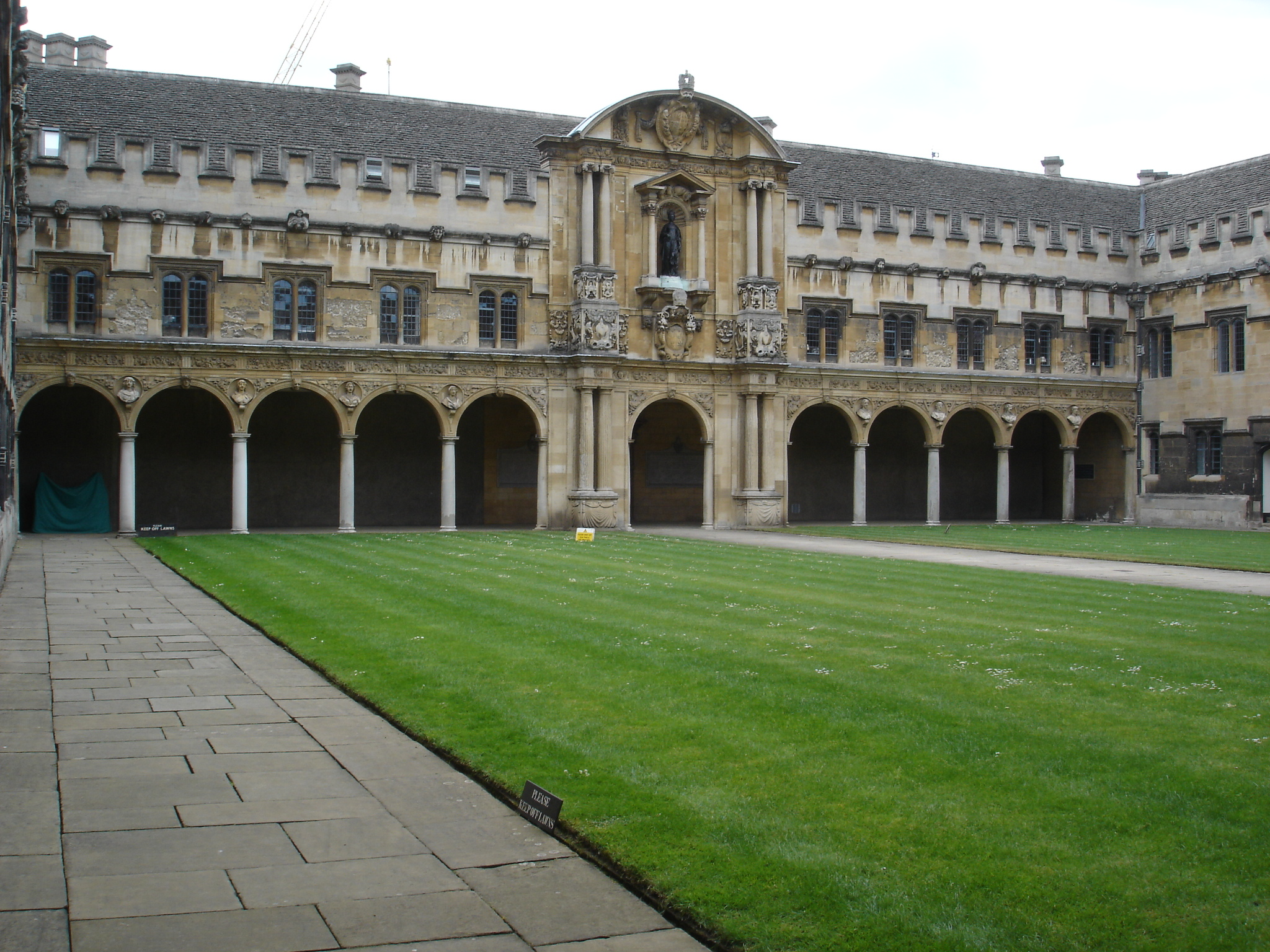
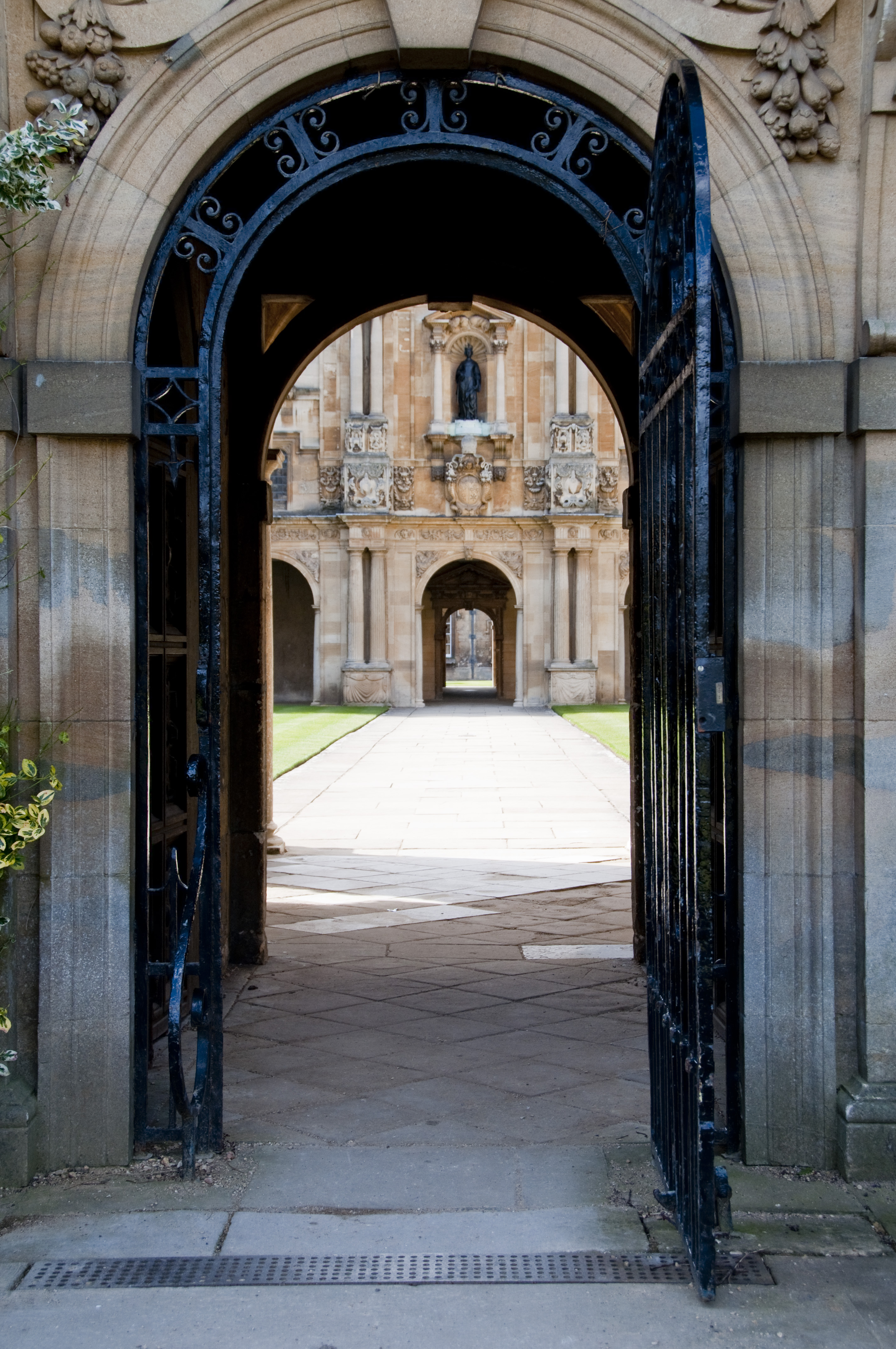
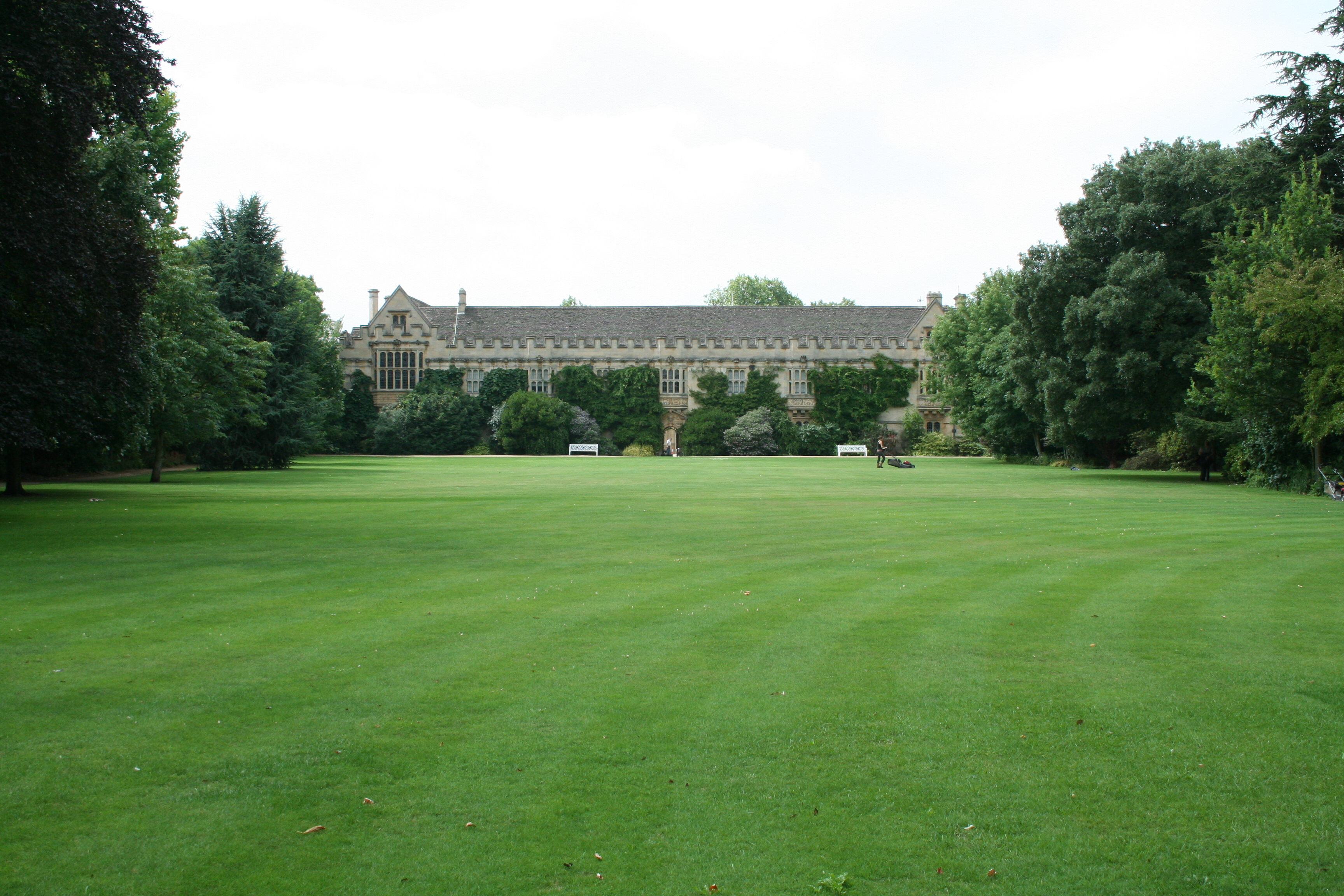
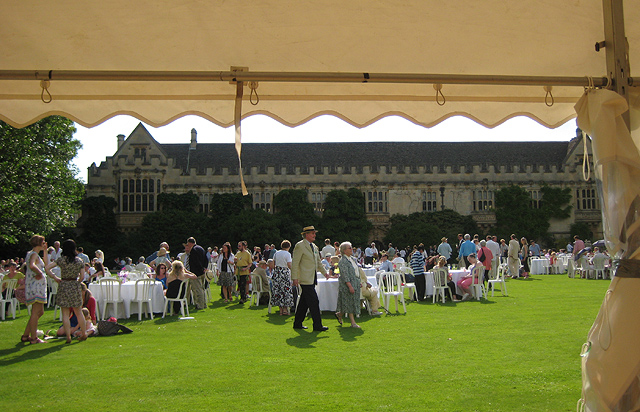